# Les Cahiers de l'Orient
Les Cahiers de l'Orient est une revue trimestrielle francophone d'études et de réflexion sur les mondes arabe et musulman, fondée en 1985 par Antoine Sfeir.

## Ligne éditoriale
La revue se propose d'analyser l'actualité et les évolutions des mondes arabe et musulman, depuis le Maghreb jusqu'à l'Indonésie, sur les plans politique, économique, social et culturel.

## Profil de la revue
Chaque numéro est un volume de 160 pages. Il est distribué en librairies, par abonnements, disponible en ligne à la Société d'Édition de Revues, et désormais en version numérisée sur le portail Cairn. Il comprend un éditorial, suivi d'une introduction au dossier spécial annoncé en couverture, qui présente des articles de fond analysant ses aspects politique, international, économique, social, culturel, religieux... On y trouve également des tribunes et d'autres articles concernant l'actualité du Maghreb et du Moyen-Orient, ainsi que des recensions d'ouvrages récents.

## Auteurs
Les auteurs publiés dans Les Cahiers de l'Orient sont des universitaires, professeurs, chercheurs, diplomates, économistes, journalistes et responsables politiques ou de la société civile, parmi lesquels : Hasni Abidi, Khattar Abou Diab, Tewfik Aclimandos, Alexandre Adler, Fabrice Balanche, Élie Barnavi, Myriam Benraad, Ghaleb Bencheikh, Khaled Bentounes, Abdennour Bidar, Christian Chesnot,  Jean-Pierre Chevènement, Pierre Conesa, Georges Corm, Claude Dagens, Jean-François Daguzan, Olivier Da Lage, Vincent Desportes, Mireille Duteil, Frédéric Encel, Nitzan Horovitz, Bernard Hourcade, Henry Laurens, Joseph Maïla, Christian Makarian, Michel Makinsky, Delphine Minoui, Danielle Mitterrand, Kenizé Mourad, Frédéric Pichon, François Rachline, Michel Rocard, Élisabeth Schemla, Dorothée Schmid, Benjamin Stora, Bruno Tertrais, Marc Trévidic, Michel Vauzelle, Hubert Védrine, Laurent Wauquiez, Catherine Wihtol de Wenden...

## Critique
La revue a été accusée un temps par Alain Gresh d'être indulgente envers le régime Ben Ali en Tunisie et «encensée sur tous ses sites», car de nombreux exemplaires du numéro 97 datant de décembre 2009 et contenant un dossier sur ce pays auraient été « massivement achetés » par l'ambassade tunisienne en France.

## Dossiers spéciaux
- n°133 - La laïcité en France, ambition ou inquiétude ?, sous la direction de Sophie Gherardi - Hiver 2019 - Lire en ligne
- n°132 - Iran-Arabie séoudite, les meilleurs ennemis, sous la direction de Michel Makinsky - Automne 2018 - Lire en ligne
- n°131 - Syrie, à chacun sa part, sous la direction de Frédéric Pichon - Été 2018 - Lire en ligne
- n°130 - Jérusalem, du passé au présent, sous la direction de Michaël Jasmin - Printemps 2018 - Lire en ligne
- n°129 - Quelles politiques en Méditerranée ? - Hiver 2017 - Lire en ligne
- n°128 - L'Algérie des incertitudes, sous la direction de Mireille Duteil - Automne 2017 - Lire en ligne
- n°127 - Turquie : vers un nouvel empire ?, sous la direction de Kenizé Mourad - Été 2017 - Lire en ligne
- n°126 - Proche-Orient : dynamique des chaos - Printemps 2017 - Lire en ligne
- nº125 - Réformer l'islam - Hiver 2017 - Lire en ligne
- nº124 - Maroc : l"essor en marche, sous la direction de Jean-Michel Salgon - Automne 2016 - Lire en ligne
- nº123 - Vers un printemps iranien ?, sous la direction de Michel Makinsky [4] - Été 2016 - Lire en ligne
- nº122 - Syrie : un espoir ? - Printemps 2016 - Lire en ligne
- nº121 - L'Irak au défi de Daech, sous la direction de Myriam Benraad - Hiver 2015 - Lire en ligne
- nº120 - Liban : 40 ans d'échecs et d'espoirs, sous la direction de Lina Zakhour - Automne 2015 - Lire en ligne
- nº119 - Maghreb et Machrek à l'épreuve des Guerres mondiales - Été 2015 - Lire en ligne
- nº118 - Chrétiens d'Orient, en collaboration avec la Revue des Deux Mondes - Printemps 2015 - Lire en ligne
- nº117 - Le Proche-Orient dans la tourmente - Hiver 2014 - Lire en ligne
- nº116 - Syrie : un chaos pour durer ? sous la direction de Barah Mikail - Automne 2014 - Lire en ligne
- nº115 - Algérie : on prend les mêmes..., sous la direction de Jean-Michel Salgon - Été 2014 - Lire en ligne
- nº114 - La médiation au cœur de l'interculturel, sous la direction de Michèle Guillaume-Hofnung - Printemps 2014 - Lire en ligne
- nº113 - Le Moyen-Orient dans tous ses états - Hiver 2014 - Lire en ligne
- nº112 - Liban : "Et maintenant, on va où ?" - Automne 2013 - Lire en ligne
- nº111 - Foi et culture, coordonné par Abdennour Bidar - Été 2013 - Lire en ligne
- nº110 - Iran : Élections à risques, sous la direction de Michel Makinsky - Printemps 2013 - Lire en ligne
- nº109 - Révolutions arabes, suite sans fin... - Hiver 2013 - Lire en ligne
- nº108 - L'Égypte entame sa longue marche, sous la direction de Tewfik Aclimandos - Automne 2012 - Lire en ligne
- nº107 - Les soulèvements arabes, entre espoirs et désenchantements, sous la direction de Hadjar Aouardji - Été 2012 - Lire en ligne
- nº106 - Cinéma : le Moyen-Orient sous les projecteurs, sous la direction de Sabine Salhab - Printemps 2012 - Lire en ligne
- nº105 - Un enjeu occulté : le commerce des armes au Moyen-Orient - Hiver 2012 - Lire en ligne
- nº104 - Que reste-t-il des États-Unis au Moyen-Orient ? - Automne 2011 - Lire en ligne
- nº103 - Vous avez dit francophonie ?, sous la direction d'Yves Montenay - Été 2011 - Lire en ligne
- nº102 - Résistances marocaines - Printemps 2011[5] - Lire en ligne
- nº101 - Le Caucase, un conflit pour demain ? - Hiver 2011 - Lire en ligne
- nº100 - Algérie, quel bilan ? [6] - Automne 2010 - Lire en ligne
- nº 99 - L'Iran ou la révolution permanente [7],[8] - Été 2010 - Lire en ligne
- nº 98 - Pakistan, l'œil du cyclone - Printemps 2010 - Lire en ligne
- nº 97 - L'exception tunisienne - Hiver 2010 - Lire en ligne
- nº 96 - Israël-Palestine : y a-t-il encore un espoir au Proche-Orient ? - Automne 2009 - Lire en ligne
- nº 95 - Israël vu par les Israéliens - Été 2009 - Lire en ligne
- nº 94 - Droit et politique au Liban : quelle justice au pays de Cèdres ? sous la direction de Alia Aoun - Printemps 2009 - Lire en ligne
- nº 93 - Chrétiens d'Orient, quel avenir ? - Hiver 2009 - Lire en ligne
- nº 92 - 10 ans après la dictature, l'islam en Indonésie - Automne 2008 - Lire en ligne
- nº 91 - La Méditerranée, environnement et développement durable [9] - Été 2008
- nº 90 - Maroc, la paix des urnes - Printemps 2008 - Lire en ligne
- nº 89 - Asie centrale, du mythe à la réalité - Hiver 2008 - Lire en ligne

## Impression
Les Cahiers de l'Orient sont maquettés, fabriqués, et leurs abonnements sont gérés par le même prestataire que pour la revue Études : la Société d’Édition de Revues.